# Stéphane Kamgaing
Stéphane Kamgaing est un entrepreneur français originaire du Cameroun.
Il intervient dans le domaine du conseil en système d’information.

## Biographie

### Jeunesse et études
Né en septembre 1975 à Douala au Cameroun, il y passe toute son enfance. Il immigre en France après l’obtention de son baccalauréat pour suivre des études supérieures. Il est diplômé de l'ESTP (École spéciale des travaux publics, du bâtiment et de l'industrie) en 1999, ensuite de l'école des mines et plus tard de l'EDHEC.

### Carrière
Destiné à travailler dans le domaine du BTP, il fait un virage à 180° d’ingénieur avant de se lancer dans celui du conseil en système d’information. Il va passer d’abord par Fi System puis Capgemini et enfin Atos Origin avant de fonder le cabinet de conseil Clinkast avec une ambition modeste,,.

## Vie sociale
Il fait partie du Gotha noir d’Europe, un ensemble de personnes issues de l’immigration contribuant à influencer l’éducation de jeunes de même origine afin de leur briser le plafond de verre.

## Vie privée
Sa fratrie est composée de nombreux enfants, tous ayant reçu une éducation stricte, basée sur la performance, desquels seront issus Moyo Kamgaing, Roger Kamgaing, Guy Kamgaing , Carmen Kamgaing, Marc Kamgaing, tous entrepreneurs,,,.

## Politique
Sur le plan politique, après une alternance entre gauche et droite française, il s’engage avec Emmanuel Macron à l’aube de la création du parti en marche. Engagement à l’issue duquel avec 44 entrepreneurs et investisseurs il signe une tribune pour soutenir l'entrepreneuriat au travers du programme économique du candidat à la présidentielle.

### Récompenses
- Gotha Noir de France et d'Europe.